# 中国人民解放军陆军合成第一八一旅
合成第一八一旅（英語：181st Combined Arms Brigade），又称“金刚钻”，是中国人民解放军陆军第七十七集团军下辖的一个中型合成旅，驻地四川省乐山市。

## 历史概述
该部前身为1935年2月重建的鄂豫皖红28军一部。后归入新四军编制。第二次国共内战中历经数次整编后，成为中国人民解放军第六十一师第一八一团。
2017年，摩步第六十一师被拆分，第六十一师第一八二团被拆分出去扩编为轻型合成第一八二旅，第一八一团拆分后扩编为旅，即本旅。

## 沿革
参考资料：
| 部隊番號                   | 使用時期             |
| -------------------------- | -------------------- |
| 鄂豫皖红二十八军第八十二师 | 1935年2月-1938年3月  |
| 新四军第四支队第七团       | 1938年3月-1941年2月  |
| 新四军第四旅第十团         | 1941年2月-1946年1月  |
| 山东野战军第四旅第十团     | 1947年2月-1949年2月  |
| 华东野战军第四师第十团     | 1947年2月-1949年2月  |
| 中国人民解放军第一八一团   | 1949年2月-1960年1月  |
| 步兵第一八一团             | 1960年1月-1985年10月 |
| 摩托化步兵第一八一团       | 1985年10月-2017年4月 |
| 合成第一八一旅             | 2017年4月至今        |

## 荣誉
- 红军团，金刚钻团：前摩步第六十一师第一八一团，现为本旅主体